# Grafenwiesen
Grafenwiesen là một đô thị ở huyện Cham bang Bayern nước Đức. Đô thị Grafenwiesen có diện tích 10,23 km², dân số thời điểm ngày 31 tháng 12 năm 2006 là 1634 người.